# Championnat de France de beach soccer 2022
Navigation
2019 2023
Le National Beach Soccer 2022 est la douzième édition du Championnat de France de beach soccer.
Comme plusieurs autres compétitions, le National Beach Soccer effectue son retour après deux années d'annulation. À la suite d'un forfait, onze équipes issues de la phase régionale se disputent le titre de champion de France remporté par la Grande Motte Pyramide BS en 2018 et 2019. L'édition 2022 du « NBS » connaît sa phase finale les 14, 15, 16 et 17 juillet sur la Plaine des sports de Châteauroux.
Le Grande Motte PBS remporte son troisième titre consécutif et devient le premier club à remporter cinq fois la compétition. Les Héraultais remportent tous leurs matchs ainsi que les récompenses individuelles de meilleur joueur et gardien de but.

## Organisation
Le retour du National Beach Soccer est acté lors de l'assemblée générale de la LFA du samedi 25 juin 2022 à Nice. Cette compétition avait été annulée par le comité exécutif de la FFF par manque de moyens financiers en début de saison 2021-2022.

### Dates et lieu
La compétition est organisée du 14 au 17 juillet sur la Plaine des Sports à Châteauroux (Indre, Ligue du Centre-Val de Loire) et réunit douze équipes issues de la phase régionale et connus le 5 juillet.

### Format de la compétition
| Tour                          | Date                |
| ----------------------------- | ------------------- |
| phase de groupes              | jeudi 14 juillet    |
| quarts de finale              | vendredi 15 juillet |
| demi-finales                  | samedi 16 juillet   |
| finale et match de classement | dimanche 17 juillet |

Une phase régionale permet de déterminer douze clubs qualifiés, connus au plus tard le 5 juillet 2022.
Un premier format pour la phase finale est donné : les douze équipes sont réparties en trois groupes dont les deux premiers ainsi que les deux meilleurs troisièmes accèdent aux quarts de finale. Mais le tirage au sort détermine quatre groupes de trois équipes.
Au terme de la phase de poules les quarts de finale sont disputés, puis les demi-finales, matches de classement et la finale.

### Tirage au sort
Le tirage au sort de la phase finale du National Beach soccer 2022 est réalisé le vendredi 24 juin au siège de la FFF par Jean-Marie Aubry, champion du monde 2005 de Beach Soccer et alors entraîneur des gardiens de l'équipe de France de la discipline, en présence du sélectionneur Claude Barrabé.
| Groupe A                                                          | Groupe B                                                 | Groupe C                                                          | Groupe D                                                                      |
| ----------------------------------------------------------------- | -------------------------------------------------------- | ----------------------------------------------------------------- | ----------------------------------------------------------------------------- |
| - A1 : Occitanie 1 - A2 : Pays de la Loire - A3 : Hauts-de-France | - B1 : Bretagne - B2 : Grand-Est 2 - B3 : Méditerranée 2 | - C1 : Nouvelle-Aquitaine 2 - C2 : Occitanie 2 - C3 : Grand-Est 1 | - D1 : Auvergne-Rhône-Alpes - D2 : Méditerranée 1 - D3 : Nouvelle-Aquitaine 1 |

## Qualification
| Ligues régionales       | Club qualifié no 1       | Club qualifié no 2     |
| ----------------------- | ------------------------ | ---------------------- |
| Auvergne-Rhône-Alpes    | Beach Soccer Team 26/07  | -                      |
| Bretagne                | US Le Crouais            | -                      |
| Grand-Est (x2)          | A. Folgensbourg-Muespach | I. de la Blaise        |
| Hauts-de-France         | AS Étaples               | -                      |
| Méditerranée (x2)       | Marseille BT             | Toulon BS              |
| Nouvelle-Aquitaine (x2) | Le Taillan               | FC St-Médard-en-Jalles |
| Occitanie (x2)          | Grande Motte PBS         | Montpellier HSC        |
| Pays de la Loire        | Vendée Poiré Football    | -                      |

| AS Étaples Grande Motte PBS Montpellier HBS AS taillannaise FC St-Médard-en-J. Marseille BT Toulon BS VF Poiré-sur-Vie USIB Vaux-sur-Blaise BT Cévennes m. Folgenbg.-Muespach US Le Crouais Châteauroux |

Pour la Ligue Centre-Val de Loire, seuls quatre équipes du département de l'Indre (Le Poinçonnet, Déols, l’Étoile de Châteauroux et Châteauroux Métropole futsal) s'engagent dans le premier tournoi de cette région. Il est joué à Châteauroux, lieu de la finale nationale. Mais aucune équipe représentant le département et la région ne parvient à se hisser dans le dernier tableau.
La finale régionale de la LAuRaFoot se dispute dans le District de Drôme-Ardèche à Vesseaux (Ardèche) entre six équipes. À l’issue des matchs de poule, la Beach Soccer Team 26/07 est opposée à l’US Motteraine dans le match décisif pour le titre régional et la qualification pour la phase finale. Le BST, spécialistes de la discipline, l’emporte sur les Savoyards sur le score de 4 à 1.
La Ligue des Pays de la Loire organise sa finale régionale du « National Beach Soccer FFF » (5 équipes) et le Challenge régionale féminin (5 équipes) à Angers, au Lac de Maine (49). Les Vendéens du Poiré-sur-Vie VF se qualifient pour finale du NBS FFF, tandis que les joueuses du Nantes Métropole Futsal dominent le Challenge féminin.
La Ligue d'Occitanie organise un championnat à huit équipe de début juin à début juillet. Le Grande Motte Pyramide BS et la section beach soccer du Montpellier Hérault Sport Club, comptant chacun plusieurs podiums nationaux, se qualifient.
La Ligue de la Méditerranée organise une triangulaire entre le multiple champion de France Marseille BT, le Toulon BS et l'USC Minots Marseille. Les deux premiers se qualifient pour la finale nationale.
La Ligue de Bretagne organise ces finales régionales le samedi 25 juin 2022 à l’Akademi EAG de l'En avant de Guingamp à Pabu en présence de Mickaël Pagis. Chez les femmes, le FC Plérin s’est imposé 6-3 face au CPB Brequigny. Chez les Hommes, l’US Le Crouais remporte le trophée face au Saint-Brieuc Futsal sur le score de 7-5,.
En Ligue du Grand-Est, la finale régionale a lieu le 3 juillet à Ostwald. L’Alliance Folgensbourg-Muespach, coachée par le Tahitien Heimanu Taiarui, élu plusieurs fois meilleur joueur du monde, se qualifie en remportant tous ses matchs. Ils sont accompagnés par l'US Intercommunale de la Blaise, basée à Vaux-sur-Blaise.
Pour la Nouvelle-Aquitaine, l'AS Le Taillan et le Football club de Saint-Médard-en-Jalles sont qualifiés.

## Phase de groupes
Pour les Ligues à deux représentants, l'attribution des numéros d'ordre 1 et 2 est effectuée par Sylvain Grimaud, directeur de la LFA, Diane Barade, de la direction juridique, sous le contrôle de Laurent Vachere, de la direction des compétitions nationales et responsable du NBS.

### Groupe A
À la suite du forfait du Poiré sur vie, seul le duel entre le MHSC Beach Soccer et l'AS Étaples Beach soccer a lieu et détermine la première et deuxième place. Les clubs sont forcément qualifiés pour la suite de la compétition.

## Phase finale

### Tableau
L'affiche de la finale oppose l'AS Étaples à La Grande-Motte PBS. Les deux équipes franchissent les demi-finales en éliminant respectivement le Montpellier Hérault Beach Soccer (7-5) et Marseille Beach Team (8-3), le samedi. Les deux perdants disputent le match pour la troisième place.
La formation étaploise emmenée par Quentin Gosselin, le capitaine de l’équipe de France, s’incline en finale face aux joueurs de La Grande-Motte sur le score de 5 à 1,. 
|  | Quarts-de-finale - 15 juillet   | Quarts-de-finale - 15 juillet |                      |                  | Demi-finales - 16 juillet | Demi-finales - 16 juillet |   |  | Finale - 17 juillet  | Finale - 17 juillet |
|  | Quarts-de-finale - 15 juillet   | Quarts-de-finale - 15 juillet |                      |                  | Demi-finales - 16 juillet | Demi-finales - 16 juillet |   |  | Finale - 17 juillet  | Finale - 17 juillet |
|  |                                 |                               |                      |                  |                           |                           |   |  |                      |                     |
|  | 16h30                           | 16h30                         |                      |                  | 16h30                     | 16h30                     |   |  | 15h00                | 15h00               |
|  | 16h30                           | 16h30                         |                      |                  | 16h30                     | 16h30                     |   |  | 15h00                | 15h00               |
|  | 1er A - AS Étaples              | 8                             |                      |                  | 16h30                     | 16h30                     |   |  | 15h00                | 15h00               |
|  | 1er A - AS Étaples              | 8                             |                      |                  | 16h30                     | 16h30                     |   |  | 15h00                | 15h00               |
|  | 2e B - Toulon BS                | 4                             |                      |                  | 16h30                     | 16h30                     |   |  | 15h00                | 15h00               |
|  | 2e B - Toulon BS                | 4                             | AS Étaples           | 7 ap             |                           |                           |   |  | 15h00                | 15h00               |
|  | 16h30                           |                               | AS Étaples           | 7 ap             |                           |                           |   |  | 15h00                | 15h00               |
|  |                                 | Montpellier HSC               | 5                    |                  |                           |                           |   |  | 15h00                | 15h00               |
|  | 1er B - Folgenbg.-Muespach      | Montpellier HSC               | 5                    | 6                |                           |                           |   |  | 15h00                | 15h00               |
|  | 1er B - Folgenbg.-Muespach      |                               |                      | 6                |                           |                           |   |  | 15h00                | 15h00               |
|  | 2e A - Montpellier HSC          | 13                            |                      |                  |                           |                           |   |  | 15h00                | 15h00               |
|  | 2e A - Montpellier HSC          | 13                            | AS Étaples           | 1                |                           |                           |   |  |                      |                     |
|  | 18h00                           |                               | AS Étaples           | 1                |                           |                           |   |  |                      |                     |
|  |                                 | Grande Motte PBS              | 5                    |                  |                           |                           |   |  |                      |                     |
|  | 1er C - Marseille Beach Team    | Grande Motte PBS              | 5                    | 8                |                           |                           |   |  |                      |                     |
|  | 1er C - Marseille Beach Team    | 18h00                         |                      | 8                |                           |                           |   |  |                      |                     |
|  | 2e D - Le Taillan               | 4                             |                      |                  |                           |                           |   |  |                      |                     |
|  | 2e D - Le Taillan               | 4                             | Marseille Beach Team | 3                |                           |                           |   |  |                      |                     |
|  | 18h00                           | 18h00                         | Marseille Beach Team | 3                | Match pour la 3e place    | Match pour la 3e place    |   |  |                      |                     |
|  | 18h00                           | 18h00                         |                      | Grande Motte PBS | Match pour la 3e place    | Match pour la 3e place    | 8 |  |                      |                     |
|  | 1er D - Grande Motte PBS        | 13                            | 13h30                | 13h30            |                           |                           | 8 |  |                      |                     |
|  | 1er D - Grande Motte PBS        | 13                            | 13h30                | 13h30            |                           |                           |   |  |                      |                     |
|  | 2e C - BT Cévennes méridionales | 0                             |                      | Montpellier HSC  | 8                         |                           |   |  |                      |                     |
|  | 2e C - BT Cévennes méridionales | 0                             |                      | Montpellier HSC  | 8                         |                           |   |  |                      |                     |
|  |                                 |                               |                      |                  |                           |                           |   |  | Marseille Beach Team | 10                  |
|  |                                 |                               |                      |                  |                           |                           |   |  | Marseille Beach Team | 10                  |

### Détails des rencontres
| Quart de finale 1 | AS Étaples                                                                                     | 8 – 4 | Toulon BS |                                |                                |
| 15 juillet 16h30  | Quentin Gosselin · Maxime Legal · Léo Ramet · Clément Maison · Dimitri Wacogne · Hugo Lefebvre |       |           | Plaine des sports, Châteauroux | Plaine des sports, Châteauroux |

| Quart de finale 2 | A. Folgensbourg-Muespach | 6 – 13 | Montpellier HSC                                                                                              |                                |                                |
| 15 juillet 16h30  |                          |        | Christophe Tillet · Rome Torregrossa · Thomas Pron · Jean Mathieu Descamps · Kylian Varrel · Bryan Hirailles | Plaine des sports, Châteauroux | Plaine des sports, Châteauroux |

| Quart de finale 3 | Marseille Beach Team       | 8 – 4 | Le Taillan                   |                                |                                |
| 15 juillet 18h00  | Bru · Diassy · Gharbi · Ba |       | Gaspard · Bernard · Goutteux | Plaine des sports, Châteauroux | Plaine des sports, Châteauroux |

| Quart de finale 4 | Grande Motte PBS | 13 – 0 | BT Cévennes méridionales |                                |                                |
| 15 juillet 18h00  | Stéphane Belhomme · Anthony Barbotti · Nassim El Hadaoui · Sébastien Huck · Victor Angeletti · Léo Grandon · Quentin Breuzard-Schimicci |        |                          | Plaine des sports, Châteauroux | Plaine des sports, Châteauroux |

| Demi-finale 1    | AS Étaples                                                       | 7 – 5 | Montpellier HSC                                                   |                                |                                |
| 16 juillet 16h30 | Clément Maison · Martin Wallon · Maxime Legal · Mathieu Prouvost |       | Christophe Tillet · Bryan Hirailles · Noam Bettayeb · Thomas Pron | Plaine des sports, Châteauroux | Plaine des sports, Châteauroux |

| Demi-finale 2    | Marseille Beach Team                                       | 3 – 8 | Grande Motte PBS |                                |                                |
| 16 juillet 18h00 | Jérémy Bru · Dionizio Santos Dias · Anthony Barbotti (csc) |       | Léo Grandon · Victor Angeletti · Quentin Breuzard-Schimicci · Sébastien Rival · Stéphane Belhomme · Nassim El Hadaoui | Plaine des sports, Châteauroux | Plaine des sports, Châteauroux |

| 3e place         | Montpellier HSC                                                                          | 8 – 10 | Marseille Beach Team                                |                                |                                |
| 17 juillet 13h30 | Robin Vernhet · Thomas Pron · Jerome Torregrossa · Jean Mathieu Descamps · Noam Bettayeb |        | Diassy · Jérémy Bru · Dionizio Santos Dias · Gharbi | Plaine des sports, Châteauroux | Plaine des sports, Châteauroux |

Après quelques minutes à faire jeu égal face aux favoris, les Étaplois concèdent l'ouverture du score sur un penalty transformé par le capitaine grand-mottois Anthony Barbotti. Malgré plusieurs occasions des deux côtés, les gardiens s'emploient : 1-0 à la fin du premier tiers-temps. L'ASE cède sous les coups sudistes montois sur un long ballon, Breuzard double la mise sur une reprise de volée (2-0). Rapidement, leur gardien nordiste effectue une sortie hasardeuse et manque sa relance face à Barbotti qui en profite (3-0). Belhomme se fait sentence lui-même sur coup franc (4-0) avant la fin de la seconde période. À la reprise, El Hadaoui marque sur un retourné acrobatique (5-0). À une minute du terme, le capitaine nordiste Gosselin obtient un coup franc avant de transpercer les filets de la Grande-Motte pour sauver l'honneur (5-1).
| Titulaires :     |                  |  |
|                  |                  |  |
| 25               | Mathieu Prouvost |  |
| 4                | Quentin Gosselin |  |
| 36               | Hugo Lefèbvre    |  |
| 10               | Clément Maison   |  |
| 9                | Maxime Legal     |  |
|                  |                  |  |
| Remplaçants :    |                  |  |
| 23               | Martin Wallon    |  |
| 5                | Allan Baillieux  |  |
| 6                | Léo Ramet        |  |
| 17               | Jérémy Caloin    |  |
| 22               | Guillaume Ramet  |  |
|                  | Dimitri Wacogne  |  |
|                  |                  |  |
| Entraîneur :     |                  |  |
| Quentin Gosselin |                  |  |

| Titulaires :    |                            |  |
|                 |                            |  |
| 1               | Théo Guérin                |  |
| 8               | Victor Angeletti           |  |
| 9               | Anthony Barbotti           |  |
| 15              | Stéphane Belhomme          |  |
| 23              | Sébastien Huck             |  |
|                 |                            |  |
| Remplaçants :   |                            |  |
| 16              | Denis Fort                 |  |
| 5               | Terry Schillingford        |  |
| 7               | Sébastien Rival            |  |
| 10              | Nassim El Hadaoui          |  |
| 13              | Léo Grandon                |  |
| 18              | Thomas Brotini             |  |
| 19              | Quentin Schimicci-Breuzard |  |
|                 |                            |  |
| Entraîneur :    |                            |  |
| Rachid Aberkane |                            |  |

| Titulaires :     |                  |  |
|                  |                  |  |
| 25               | Mathieu Prouvost |  |
| 4                | Quentin Gosselin |  |
| 36               | Hugo Lefèbvre    |  |
| 10               | Clément Maison   |  |
| 9                | Maxime Legal     |  |
|                  |                  |  |
| Remplaçants :    |                  |  |
| 23               | Martin Wallon    |  |
| 5                | Allan Baillieux  |  |
| 6                | Léo Ramet        |  |
| 17               | Jérémy Caloin    |  |
| 22               | Guillaume Ramet  |  |
|                  | Dimitri Wacogne  |  |
|                  |                  |  |
| Entraîneur :     |                  |  |
| Quentin Gosselin |                  |  |

| Titulaires :    |                            |  |
|                 |                            |  |
| 1               | Théo Guérin                |  |
| 8               | Victor Angeletti           |  |
| 9               | Anthony Barbotti           |  |
| 15              | Stéphane Belhomme          |  |
| 23              | Sébastien Huck             |  |
|                 |                            |  |
| Remplaçants :   |                            |  |
| 16              | Denis Fort                 |  |
| 5               | Terry Schillingford        |  |
| 7               | Sébastien Rival            |  |
| 10              | Nassim El Hadaoui          |  |
| 13              | Léo Grandon                |  |
| 18              | Thomas Brotini             |  |
| 19              | Quentin Schimicci-Breuzard |  |
|                 |                            |  |
| Entraîneur :    |                            |  |
| Rachid Aberkane |                            |  |

### Matchs de classement
|  | Demi-finales - 16 juillet    | Demi-finales - 16 juillet |                          |   | 5e place - 17 juillet | 5e place - 17 juillet |
|  | Demi-finales - 16 juillet    | Demi-finales - 16 juillet |                          |   | 5e place - 17 juillet | 5e place - 17 juillet |
|  |                              |                           |                          |   |                       |                       |
|  | 13h30                        |                           |                          |   |                       |                       |
|  |                              |                           |                          |   |                       |                       |
|  | perdant ¼ 1 - Toulon BS      | 7 tab 1                   |                          |   |                       |                       |
|  | perdant ¼ 1 - Toulon BS      | 7 tab 1                   |                          |   |                       |                       |
|  | perdant ¼ 2 - Folgen.-Muesp. | 7 tab 2                   |                          |   |                       |                       |
|  | perdant ¼ 2 - Folgen.-Muesp. | 7 tab 2                   | A. Folgensbourg Muespach | 7 |                       |                       |
|  | 15h00                        |                           | A. Folgensbourg Muespach | 7 |                       |                       |
|  |                              | BT Cévennes méridionales  | 8                        |   |                       |                       |
|  | perdant ¼ 3 - BT Cévennes m. | BT Cévennes méridionales  | 8                        | 8 |                       |                       |
|  | perdant ¼ 3 - BT Cévennes m. |                           |                          | 8 |                       |                       |
|  | perdant ¼ 4 - ASM Le Taillan | 4                         |                          |   |                       |                       |
|  | perdant ¼ 4 - ASM Le Taillan | 4                         | 7e place                 |   |                       |                       |
|  |                              |                           |                          |   |                       |                       |
|  |                              |                           |                          |   |                       |                       |
|  |                              |                           |                          |   |                       |                       |
|  | Toulon BS                    | 6                         |                          |   |                       |                       |
|  | Toulon BS                    | 6                         |                          |   |                       |                       |
|  | ASM Le Taillan               | 4                         |                          |   |                       |                       |
|  | ASM Le Taillan               | 4                         |                          |   |                       |                       |

|  | Demi-finales - 15 juillet     | Demi-finales - 15 juillet |           |   | 9e place - 16 juillet | 9e place - 16 juillet |
|  | Demi-finales - 15 juillet     | Demi-finales - 15 juillet |           |   | 9e place - 16 juillet | 9e place - 16 juillet |
|  |                               |                           |           |   |                       |                       |
|  |                               |                           |           |   | 11h00                 |                       |
|  |                               |                           |           |   |                       |                       |
|  | 3e A - Vendée Poiré Football  |                           |           |   |                       |                       |
|  |                               |                           |           |   |                       |                       |
|  | 3e B - US Le Crouais          |                           |           |   |                       |                       |
|  | US Le Crouais                 | 0                         |           |   |                       |                       |
|  | US Le Crouais                 | 0                         |           |   |                       |                       |
|  |                               | FC St-Médard-en-Jalles    | 22        |   |                       |                       |
|  | 3e C - USIB Vaux-sur-Blaise   | FC St-Médard-en-Jalles    | 22        | 5 |                       |                       |
|  | 3e C - USIB Vaux-sur-Blaise   |                           |           | 5 |                       |                       |
|  | 3e D - FC St-Médard-en-Jalles | 6                         |           |   |                       |                       |
|  | 3e D - FC St-Médard-en-Jalles | 6                         | 11e place |   |                       |                       |
|  |                               |                           |           |   |                       |                       |
|  |                               |                           |           |   |                       |                       |
|  |                               |                           |           |   |                       |                       |
|  | Vendée Poiré Football         |                           |           |   |                       |                       |
|  |                               |                           |           |   |                       |                       |
|  | USIB Vaux-sur-Blaise          |                           |           |   |                       |                       |
|  |                               |                           |           |   |                       |                       |

## Classements et prix

### Classement final
| #         | Équipe                         | Tour atteint       |
| --------- | ------------------------------ | ------------------ |
| champion  | Grande Motte PBS               | finaliste          |
| finaliste | AS Étaples                     | finaliste          |
| troisième | Marseille Beach Team           | demi-finaliste     |
| 4         | Montpellier HSC BS             | demi-finaliste     |
| 5         | BT Cévennes méridionales       | quart-de-finaliste |
| 6         | A. Folgensbourg Muespach       | quart-de-finaliste |
| 7         | Toulon BS                      | quart-de-finaliste |
| 8         | ASM Le Taillan                 | quart-de-finaliste |
| 9         | FC St-Médard-en-Jalles         | 3e de groupe       |
| 10        | US Le Crouais                  | 3e de groupe       |
| 11        | US Intercommunale de la Blaise | 3e de groupe       |
| 12        | Vendée Poiré Football          | forfait            |

### Trophées individuels
| Prix                    | Joueur             | Club                 |
| ----------------------- | ------------------ | -------------------- |
| Meilleur joueur         | Stéphane Belhomme, | Grande Motte PBS     |
| Meilleur gardien de but | Théo Guérin        | Grande Motte PBS     |
| Meilleur buteur         | Jérémy Bru         | Marseille Beach Team |